# Бой при Махиасе
Бой при Махиас (англ. Battle of Machias, Battle of the Margaretta) — первой морской бой Американской войны за независимость. Он состоялся 11-12 июня 1775 года в районе порта Махиас, (современный штат Мэн). В результате ополченцы-патриоты захватили британскую шхуну. В военном отношении незначительный эпизод, исторически этот бой является первым случаем вооружённого захвата колонистами британской собственности в море.
После начала войны и начала осады Бостона, британские власти для добывания необходимых припасов обратились за помощью к лоялисту, торговцу Джонсу (англ. Ichabod Jones). Два торговых судна Джонса прибыли в Махиас 2 июня, в сопровождении британского вооружённого шлюпа Margaretta (также упоминается как Marguerita) под командованием мичмана Джеймса Мура (англ. James Moore). Горожане, недовольные методами Джонса, решили его арестовать, и по ходу дела решили напасть на Мура и его корабль. Мур смог ускользнуть из гавани, но горожане захватили одно из судов Джонса, вооружили ещё второй местный корабль и пошли ему навстречу. В коротком бою они захватили корабль и команду Мура, и смертельно ранили его самого.
Люди Махиас и дальше продолжали захватывать британские суда, и отбили высадку больших сил, посланных взять город в 1777 году. Приватиры и другие суда, действующие из Махиас, были бельмом на глазу Королевского флота на протяжении всей войны.

## Исторический фон
19 апреля 1775 года, боями при Лексингтон и Конкорд, в британской провинции Массачусетс началась Американская война за независимость. После них ополчение, собранное против британцев, осадило город Бостон, куда отступили британские войска.
Британские командующие в Бостоне, вице-адмирал Самуэль Грейвз от флота и генерал Томас Гейдж от армии, оба имели причины заняться Махиас, небольшой прибрежной общиной, на территории современного восточного Мэна, который тогда был частью провинции Массачусетс. Гейджу был нужен лес на строительство казарм для дополнительного контингента, прибывающего в осажденный город. Грейвз хотел спасти пушки после аварии шхуны HMS Halifax, видимо, преднамеренно посаженной мель в бухте Махиас местным лоцманом в феврале 1775 года. Пушками, по его сведениям, интересовались и патриоты Махиас. Грейвз уполномочил Джонса (англ. Ichabod Jones), местного купца-тори, имевшего суда в порту Бостона, отвезти в Махиас муку и другое продовольствие на его двух судах, Unity и Polly, в обмен на необходимые пиломатериалы. Чтобы гарантировать доставку, Грейвз послал для сопровождения вооружённую шхуну Margaretta (у некоторых авторов Margueritta или Margarita), под командованием Джеймса Мура, мичмана со своего флагмана HMS Preston. Мур также имел приказ спасти что можно от крушения Halifax, которую ему предстояло проходить по пути.

## Прибытие в Махиас
2 июня 1775 года Джонс прибыл в порт Махиас, в то время как Margaretta задержалась у места крушения Halifax, снимая пушки. Джонс встретил сопротивление со стороны общины, когда отказался продавать свинину и муку, если ему не будет разрешено при этом погрузить лес для Бостона. В заседании 6 июня горожане проголосовали против торговли с Джонсом. Видя враждебное отношение, Джонс запросил Мура привести Margaretta на дальность стрельбы по городу. Это побудило горожан собраться во второй раз. На этот раз они проголосовали за разрешение торговли и Unity встала к пристани, чтобы начать разгрузку.
После голосования Джонс объявил, что будет иметь дело только с теми, кто голосовал в пользу торговли. Это разозлило тех, кто голосовал против, и Бенджамин Фостер (англ. Benjamin Foster), лидер местного ополчения, сговорился с ополченцами из соседних городков захватить Джонса. План захвата его в церкви 11 июня не удался, когда он заметил группу людей, приближаясь к зданию. Джонс бежал в лес, из которого в конце концов вышел через два дня. Мур и его первый помощник, которые также должны были присутствовать на церковной службе, смогли вернуться на корабль.

## Прелюдия
Часть ополченцев поднялись на борт пришвартованной Unity, выгрузили оставшиеся запасы, а также сняли паруса. Другие появились на берегу напротив места, где стояла на якоре Margaretta, и потребовали её сдачи. Мур отказался, угрожая открыть огонь по городу. Эта угроза была скорее похвальбой: Margaretta имела всего несколько пушек, способных стрелять однофунтовыми ядрами. Ещё часть ополченцев подгребли на лодках к Polly, стоявшей на якоре вниз по течению от Margaretta, и попытались буксировать её в порт. Эта попытка не удлась, она села на мель, возможно из-за отлива. Мур выбрал якорь и подошёл к Polly, намереваясь её вернуть. После краткой несерьезной перестрелки с ополченцами на берегу он, однако, снова выбрал якоря и пошёл дальше вниз по течению, к безопасной стоянке.
На следующий день горожане перегруппировались. Фостер повел около 20 человек в восточный Махиас, где они захватили пакетбот Falmouth, местную шхуну. Остальные захватили Unity. Они перевооружили её, прибили доски в качестве импровизированного бруствера для защиты, вооружились ружьями, вилами и топорами, а затем направились вслед Margaretta, которая к тому времени достигла бухты. Мур привез с собой в качестве лоцмана некоего капитана Тоби (англ. Toby), возле его судна он встал на якорь на ночь, стремясь уйти. Однако при повороте в свежий ветер грота-гик и гафель Margaretta сорвало, её мореходность сильно ухудшилась. В результате, придя в Холмс-бей, Мур захватил шлюп, взял его гик и гафель, взамен своих, а также взял в плен его лоцмана, Роберта Эвери (англ. Robert Avery), из Норвича, штат Коннектикут.

## Бой
Команда Unity, около 30 человек из Махиас, избрали Иеремию О’Брайена (англ. Jeremiah O'Brien), своим капитаном, а затем пошли вслед за Margaretta. Так как Unity был намного быстрее, О’Брайен быстро догнал искалеченную Margaretta, в то время как пакетбот Falmouth отставал. Мэнский историк Роджер Дункан между прочим указывает, что Unity и Falmouth сражались с Margaretta, но другие источники не согласны. Местный историк начала XX века Джордж Дриско (англ. Drisko) утверждает, что Falmouth либо сел на мель, либо так и не догнал Margaretta, и что люди на борту Unity единственные приняли прямое участие в бою.
Увидев приближающихся Unity и Falmouth, Мур поставил все паруса и отрезал буксируемые катера в попытке бежать. Когда Unity подтянулась ближе, он открыл огонь, но людям из Махиас удалось избежать огня и поравняться с Margaretta. После двух попыток они сцепились со шхуной и ворвались на борт, во главе с братом О’Брайена Джоном и Джозефом Гетчеллом (англ. Getchell). Обе стороны вели огонь из мушкетов, и Мур бросал на Unity гранаты, пока Сэмюэл Уотс (англ. Samuel Watts) не снял его мушкетным выстрелом в грудь. По сообщению Дункана, Falmouth удалось встать по другой борт Margaretta и объединёнными силами экипажи подавили сопротивление.
Когда мичман Мур был тяжело ранен, его помощник, мичман Стиллингфлит (англ. Stillingfleet), сдал корабль и команду. Мура перевезли в Махиас в дом Стивена Джонса (англ. Stephen Jones), племянника торговца Джонса, но он умер на следующий день. По меньшей мере ещё три человека Мура были убиты, а также Роберт Эвери, колонист, взятый в плен британцами. Остальная команда британской шхуны провела в Махиас около месяца, и в конечном итоге была передана в руки провинциального конгресса Массачусетса. Распространялись также сообщения, вероятно преувеличенные, что в этой и других стычках в районе Махиас погибли около 100 британцев. В Махиас погибли два человека, Джон и Джеймс Мак-Нил Колброт (англ. McNiell Coolbroth). Они умерли от полученных в перестрелке ранений. Трое других были тяжело ранены, но выжили: Джон Берри (англ. John Berry), которому мушкетная пуля попала в рот и вышла за ухом, Айзек Тафт (англ. Isaac Taft), и Джеймс Кол (англ. James Cole).

## Последствия
Община Махиас, ожидая полновесной кары Британской империи, сразу же запросила в конгрессе Массачусетса указаний, снабжения и помощи. Она организовала оборону Махиас и поддерживала бдительность на случай возмездия. Иеремия О’Брайен сразу оборудовал одно из захваченных судов (источники расходятся, Polly или Unity) брустверми, вооружил пушками и фальконетами, снятыми с Margaretta, и переименовал в Machias Liberty. В июле 1775 года Иеремия О’Брайен и Бенджамин Фостер взяли ещё две британских вооружённых шхуны, Diligent и Tatamagouche, офицеры которых были схвачены, когда сошли на берег в Бакс-Харбор. В августе 1775 года провинциальный конгресс официально признал их усилия, включив в Machias Liberty и Diligent в состав флота провинции Массачусетс, и поставив Иеремию О’Брайена командиром.
Когда прошли слухи, что запланировано нападение на Новую Шотландию, с использованием припасов Махиас, в августе 1777 года небольшой британский флот доставил 1000 человек, которые попытались взять город; местные жители успешно отбили высадку. Слухи были лишь отчасти правдивы; идея была, но никаких серьёзных планов не существовало.
Во время войны жители Махиас переделывали и вооружали различные суда, в том числе Margaretta, и ходили в море, ища боя с англичанами. Иеремия О’Брайен и Джон Ламберт (англ. John Lambert) стали офицерами Континентального флота. Machias Liberty и Diligent использовались для перехвата торговых судов, снабжавших англичан в осажденном Бостоне. Джон и Джерри О’Брайены построили 20-пушечный корабль и начали приватирство, получив патент. Джерри попал в плен в районе Нью-Йорка в конце 1777 года; бежал из тюрьмы в Британии и продолжал приватирствовать в течение всей войны.
Британское морское господство то и дело нарушалось действиями моряков Махиас. Город также использовался как перевалочный пункт при действиях ополчения (например, восстание Эдди) в Новой Шотландии. Грейвз не раз пытался покорить Махиас, в 1776 году он отдал приказ «продолжать подавление Махиас», и в 1777 году приказал Джорджу Кольеру: «Иди — уничтожь Махиас». Один британский офицер, предположительно Кольер, сказал: «проклятые мятежники в Махиас были твёрже, чем те, у Банкер Хилл».
Впоследствии 5 американских кораблей последовательно назывались USS O’Brien, и один транспорт типа Либерти — Jeremiah O’Brien, в честь братьев О’Брайен.

## Легенда про столб свободы
Широко известна история о том, как жители Махиас воздвигли «столб свободы» после встречи в таверне Бернем, где обсуждали сражения при Лексингтоне и Конкорде. Было показано, что эта история, которую повторяют современные учебники и путеводители, сфабрикована в 1831 году жителем Махиас Джоном О’Брайеном. Упоминаний столба свободы в более ранних отчётах не существует, включая официальный доклад, присланный жителями Махиас в 1775 году, и письма других участников событий.